# Thalia Loveira
Thalia Loveira (Walvis Bay, 23 settembre 2002) è una ginnasta namibiana, specializzata nel trampolino elastico.

## Palmarès
- Campionati africani

Il Cairo 2021: bronzo nel trampolino individuale.